# Chronologie du metal
Vous pouvez aider à l'améliorer ou bien discuter des problèmes sur sa page de discussion.
- Il peut contenir un travail inédit ou des déclarations non vérifiées. Vous pouvez l’améliorer en ajoutant des références. (Marqué depuis décembre 2018)

Vous pouvez aider à l'améliorer ou bien discuter des problèmes sur sa page de discussion.
- Il ne cite pas suffisamment ses sources. Vous pouvez indiquer les passages à sourcer avec {{référence nécessaire}} ou {{Référence souhaitée}}, et inclure les références utiles en les liant aux notes de bas de page. (Marqué depuis décembre 2018)

- Archive Wikiwix
- Bing
- Cairn
- DuckDuckGo
- E. Universalis
- Gallica
- Google
- G. Books
- G. News
- G. Scholar
- Persée
- Qwant
- (zh) Baidu
- (ru) Yandex
- (wd) trouver des œuvres sur Wikidata

Pour un article plus général, voir Heavy metal.

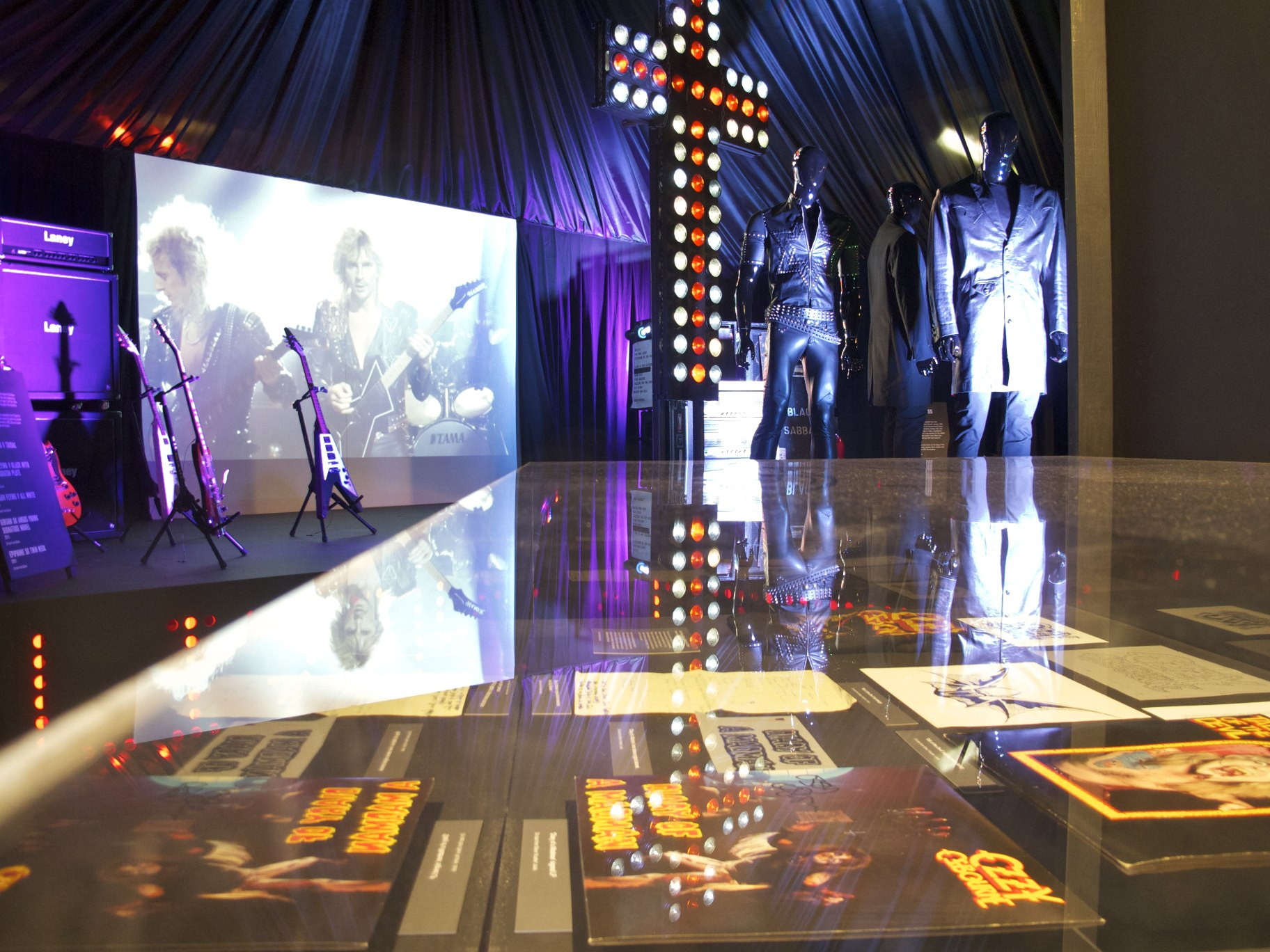
Exposition sur le métal

Cette chronologie détaille la formation et l'évolution des différents groupes musicaux classifiés metal, soit l'ensemble des genres musicaux faisant partie ou découlant du hard rock et/ou du heavy metal. Elle inclut également des groupes de rock formés dans les années 1960 ayant été précurseurs ou ayant exercé une influence suffisamment forte pour avoir permis l'émergence de cette musique.
Un groupe pouvant évoluer au cours de sa carrière, il est ainsi possible de voir certain d'entre eux produire des albums metal à une période donnée, mais pas avant où pas après cette période. Ainsi, par souci d'exhaustivité, l'intégralité de la discographie de ces groupes en question est tout de même listée.
Concernant les groupes aux origines du metal ou de catégories au sein du metal, seuls les groupes ayant été influents ou précurseurs à la musique metal sont référencés et leur discographie complète détaillée dans la chronologie. De leur côté Les groupes issus d'autres genre musicaux (ex. : punk, rap, jazz, musiques traditionnelles...) ayant influencé des groupes de metal pour donner des genres hybrides (ex. : hardcore, fusion, grunge, folk metal...) ne sont eux pas référencés. En effet les genres hybrides n'apparaissent que bien après que le metal n'a été mis en place, tandis que les groupes précurseurs sont eux entièrement constitutifs de la création de ce type de musique.
Chronologie du metal:
1970 - 1971 - 1972 - 1973 - 1974 - 1975 - 1976 - 1977 - 1978 - 1979 - 1980 - 1981 - 1982 - 1983 - 1984 - 1985 - 1986

## 1970

### Nouveaux groupes
- Aerosmith
- Asterix
- Cactus
- Rainbow
- The Moonshine Jug and String Band

### Changements de nom
- The Elves changent leur nom en Elf
- The Noble Five changent leur nom en Leonard Skinnerd
- Asterix changent leur nom en Lucifer's Friend
- Ambrose Slade changent leur nom en Slade

### Reformations
- The Jeff Beck Group
- The Jimi Hendrix Experience

### Albums Studio
- Alice Cooper - Easy Action
- Asterix - Same
- Black Sabbath - Black Sabbath
- Black Sabbath - Paranoid
- Blue Cheer - The Original Human Beeing
- Cactus - Cactus
- Deep Purple - Deep Purple in Rock
- Grand Funk Railroad - Closer to Home
- Hawkwind - Hawkwind
- Humble Pie - Humble Pie
- Iron Butterfly - Metamorphosis
- Led Zeppelin - Led Zeppelin III
- Lucifer's Friend -  Lucifer's Friend
- MC5 - Back in the USA
- Mountain - Climbing!
- Sir Lord Baltimore - Kingdom Come
- Slade - Play It Loud
- Status Quo - Ma Kelly's Greasy Spoon
- Steppenwolf - 7
- The Amboy Dukes - Marriage on the Rocks/Rock Bottom
- The Guess Who - American Woman
- The Guess Who - Share the Land
- The Kinks - Lola Versus Powerman and the Moneygoround, Part One
- The Stooges - Fun House
- UFO - UFO 1
- Uriah Heep - Very 'eavy... Very 'umble

### Séparations
- The Jimi Hendrix Experience
- Vanilla Fudge

## 1971

### Nouveaux groupes
- Pentagram

### Changements de nom
- Band X changent leur nom en Accept
- Stalk-Forrest Group changent leur nom en Blue Öyster Cult
- Rainbow changent leur nom en Wicked Lester
- Smile changent leur nom en Queen

### Albums studio
- Alice Cooper - Love It to Death
- Alice Cooper - Killer
- Black Sabbath - Master of Reality
- Blue Cheer - Oh! Pleasant Hope
- Budgie - Budgie
- Cactus - One Way...Or Another
- Cactus - Restrictions
- Deep Purple - Fireball
- Grand Funk Railroad - Survival
- Grand Funk Railroad - E Pluribus Funk
- Hawkwind - In Search of Space
- Humble Pie - Rock On
- Jethro Tull - Aqualung
- Led Zeppelin - Led Zeppelin IV
- MC5 - High Time
- Mountain - Nantucket Sleighride
- Mountain - Flowers of Evil
- Nazareth - Nazareth
- Sir Lord Baltimore - Sir Lord Baltimore
- Status Quo - Dog of Two Head
- Steppenwolf - For Ladies Only
- Sweet - Funny How Sweet Co-Co Can Be
- The Amboy Dukes - Survival of the Fittest Live (Album Live aux titres inédits en studio)
- The Guess Who - So Long, Bannatyne
- The Jeff Beck Group - Rough and Ready
- The Jimi Hendrix Experience - The Cry of Love (Album Posthume)
- The Jimi Hendrix Experience - Rainbow Bridge (Album Posthume)
- The Kinks - Percy
- The Kinks - Muswell Hillbillies
- The Who - Who's Next
- Thin Lizzy - Thin Lizzy
- UFO - UFO2 Flying (One Hour Space Rock)
- Uriah Heep - Salisbury
- Uriah Heep - Look at Yourself
- ZZ Top - ZZ Top's First Album

### Séparations
- Iron Butterfly
- The Stooges

## 1972

### Nouveaux groupes
- Beck, Bogert and Appice
- Magnum
- Silverstar
- Mammoth
- Yesterday and Today

### Changements de nom
- Leonard Skinnerd changent leur nom en Lynyrd Skynyrd

### Reformations
- The Stooges

### Albums studio
- Alice Cooper - School's Out
- Black Sabbath - Black Sabbath Vol. 4
- Blue Öyster Cult - Blue Öyster Cult
- Budgie - Squawk
- Cactus - 'Ot 'n' Sweaty
- Deep Purple - Machine Head
- Elf - Elf
- Grand Funk Railroad - Phoenix
- Hawkwind - Doremi Fasol Latido
- Humble Pie - Smokin'
- Jethro Tull - Thick as a Brick
- Lucifer's Friend - Where the Groupies Killed the Blues
- Nazareth - Exercises
- Scorpions - Lonesome Crow
- Slade - Slayed?
- Status Quo - Piledriver
- The Guess Who - Rockin'
- The Guess Who - Wild One
- The Jeff Beck Group - Jeff Beck Group
- The Jimi Hendrix Experience - War Heroes (Album Posthume)
- The Kinks - Everybody's in Show-Biz
- Thin Lizzy - Shades of a Blue Orphanage
- Uriah Heep - Demons and Wizards
- Uriah Heep - The Magician's Birthday
- ZZ Top - Rio Grande Mud

### Séparations
- Blue Cheer
- Cactus
- MC5
- Mountain
- / Steppenwolf
- The Jeff Beck Group

## 1973

### Nouveaux groupes
- AC/DC
- Gary Moore
- Montrose

### Changements de nom
- Wicked Lester changent leur nom en KISS
- Silverstar changent leur nom en Twisted Sister

### Albums Studio
- Aerosmith - Aerosmith
- Alice Cooper - Billion Dollar Babies
- Alice Cooper - Muscle of Love
- Beck, Bogert and Appice - Beck, Bogert and Appice
- Black Sabbath - Sabbath Bloody Sabbath
- Blue Öyster Cult - Tyranny & Mutation
- Budgie - Never Turn Your Back on a Friend
- Deep Purple - Who Do We Think We Are
- Gary Moore - Grinding Stone
- Grand Funk Railroad - We're an American Band
- Humble Pie - Eat It
- Jethro Tull - A Passion Play
- Led Zeppelin - Houses of the Holy
- Lucifer's Friend - I'm Just a Rock & Roll Singer
- Lynyrd Skynyrd - (pronounced 'lĕh-'nérd 'skin-'nérd)
- Montrose - Montrose
- Nazareth - Razamanaz
- Nazareth - Loud 'n' Proud
- Queen - Queen
- Status Quo - Hello!
- The Amboy Dukes - Call of the Wild
- The Guess Who - Artificial Paradise
- The Guess Who - #10
- The Kinks - The Great Lost Kinks Album (Compilation de titres studios n'ayant pas été mis sur album précédemment)
- The Kinks - Preservation Act 1
- The Stooges - Raw Power
- The Who - Quadrophenia
- Thin Lizzy - Vagabonds of the Western World
- Uriah Heep - Sweet Freedom
- ZZ Top - Tres Hombres

## 1974

### Nouveaux groupes
- .38 Special
- Helix
- Krokus
- Moxy
- Raven
- Witchfynde

### Changements de nom
- Mammoth changent leur nom en Van Halen
- The Moonshine Jug and String Band changent leur nom en The Keystone Angels

### Reformations
- Blue Cheer
- Iron Butterfly
- / Steppenwolf
- Mountain

### Albums Studio
- Aerosmith - Get Your Wings
- Blue Öyster Cult - Secret Treaties
- Budgie - In for the Kill
- Deep Purple - Burn
- Deep Purple - Stormbringer
- Elf - Carolina County Ball
- Grand Funk Railroad - Shinin' On
- Grand Funk Railroad - All the Girls in the World Beware!!!
- Hawkwind - Hall of the Mountain Grill
- Humble Pie - Thunderbox
- Jethro Tull - War Child
- Judas Priest - Rocka Rolla
- KISS - Kiss
- KISS - Hotter Than Hell
- Lucifer's Friend - Banquet
- Lynyrd Skynyrd - Second Helping
- Montrose - Paper Money
- Mountain - Avalanche
- Nazareth - Rampant
- Queen - Queen II
- Queen - Sheer Heart Attack
- Rush - Rush
- Scorpions - Fly to the Rainbow
- Slade - Old New Borrowed and Blue
- Slade - Slade in Flame
- Status Quo - Quo
- Steppenwolf - Slow Flux
- Sweet - Sweet Fanny Adams
- Sweet - Desolation Boulevard
- The Amboy Dukes - Tooth,Fang & Claw
- The Guess Who - Road Food
- The Guess Who - Flavours
- The Jimi Hendrix Experience - Loose Ends (Album Posthume)
- The Kinks - Preservation Act 2
- Thin Lizzy - Nightlife
- UFO - Phenomenon
- Uriah Heep - Wonderworld

### Séparations
- Beck, Bogert and Appice
- The Stooges

## 1975

### Nouveaux Groupes
- Angel
- Iron Maiden
- Mind Power
- Motörhead
- Painted Lady
- Quiet Riot
- Rainbow
- Ted Nugent

### Changements de Noms
- The Keystone Angels changent leur nom en The Angels

### Albums Studio
- AC/DC - High Voltage
- AC/DC - TNT
- Aerosmith - Toys in the Attic
- Alice Cooper - Welcome to My Nightmare
- Angel - Angel
- Budgie - Bandolier
- Deep Purple - Come Taste the Band
- Elf - Trying to Burn the Sun
- Hawkwind - Warrior on the Edge of Time
- Humble Pie - Street Rats
- Iron Butterfly - Scorching Beauty
- Iron Butterfly - Sun and Steel
- Jethro Tull - Minstrel in the Gallery
- KISS - Dressed to Kill
- Led Zeppelin - Physical Graffiti
- Lynyrd Skynyrd - Nuthin' Fancy
- Montrose - Warner Bros. Presents... Montrose!
- Moxy - Moxy
- Nazareth - Hair of the Dog
- Queen - A Night at the Opera
- Rainbow - Ritchie Blackmore's Rainbow
- Rush - Fly by Night
- Rush - Caress of Steel
- Scorpions - In Trance
- Status Quo - On the Level
- Steppenwolf - Hour of the Wolf
- Ted Nugent - Ted Nugent
- The Guess Who - Power in the Music
- The Jimi Hendrix Experience - Crash Landing (Album Posthume)
- The Jimi Hendrix Experience - Midnight Lightning (Album Posthume)
- The Kinks - The Kinks Present a Soap Opera
- The Kinks - Schoolboys in Disgrace
- The Who - The Who by Numbers
- Thin Lizzy - Fighting
- UFO - Force It
- Uriah Heep - Return to Fantasy
- ZZ Top - Fandango!

### Séparations
- Blue Cheer
- Elf
- Humble Pie
- The Amboy Dukes
- The Guess Who

## 1976

### Nouveaux Groupes
- Diamond Head
- Mickey Ratt
- Rose Tattoo
- Running Wild
- Sammy Hagar
- Son of a Bitch

### Albums Studio
- AC/DC - High Voltage (album international)
- AC/DC - Dirty Deeds Done Dirt Cheap
- Aerosmith - Rocks
- Alice Cooper - Alice Cooper Goes to Hell
- Angel - Helluvah Band
- Black Sabbath - Technical Ecstasy
- Blue Öyster Cult - Agents of Fortune
- Budgie - If I Were Brittania I'd Waive the Rules
- Grand Funk Railroad - Born to Die
- Grand Funk Railroad - Good Singin', Good Playin'
- Hawkwind - Astounding Sounds, Amazing Music
- Jethro Tull - Too Old to Rock 'n' Roll: Too Young to Die!
- Judas Priest - Sad Wings of Destiny
- KISS - Destroyer
- KISS - Rock and Roll Over
- Krokus - Krokus
- Led Zeppelin - Presence
- Lucifer's Friend - Mind Exploding
- Lynyrd Skynyrd - Gimme Back My Bullets
- Montrose - Jump on It
- Moxy - Moxy II
- Nazareth - Close Enough for Rock 'n' Roll
- Nazareth - Play'n' the Game
- Queen - A Day at the Races
- Rainbow - Rising
- Rush - 2112
- Sammy Hagar - Nine on a Ten Scale
- Scorpions - Virgin Killer
- Slade - Nobody's Fools
- Status Quo - Blue for You
- Steppenwolf - Skullduggery
- Sweet - Give Us a Wink
- Ted Nugent - Free-for-All
- The Guess Who - The Way They Were (Album Posthume)
- Thin Lizzy - Jailbreak
- Thin Lizzy - Johnny the Fox
- UFO - No Heavy Petting
- Uriah Heep - High and Mighty
- Yesterday and Today - Yesterday & Today

### Séparations
- Deep Purple
- Pentagram
- Sir Lord Baltimore
- / Steppenwolf

## 1977

### Nouveaux Groupes
- David Coverdale
- Def Leppard
- Discharge
- Holocaust
- Lucifer
- Manilla Road
- Misfits
- Quo Vardis
- Samson
- The Shooze
- Trust
- Whitesnake

### Changements de Noms
- Mind Power changent leur nom en Bad Brains

### Reformations
- The Guess Who

### Albums Studio
- .38 Special - 38 Special
- AC/DC - Let There Be Rock
- Aerosmith - Draw the Line
- Alice Cooper - Lace and Whiskey
- Angel - On Earth as It Is in Heaven
- Blue Öyster Cult - Spectres
- David Coverdale - White Snake
- Hawkwind - Quark, Strangeness and Charm
- Jethro Tull - Songs from the Wood
- Judas Priest - Sin After Sin
- KISS - Love Gun
- Krokus - To You All
- Lynyrd Skynyrd - Street Survivors
- Misfits - Cough/Cool (Single)
- Motörhead - Motörhead
- Moxy - Ridin' High
- Nazareth - Expect No Mercy
- Queen - News of the World
- Quiet Riot - Quiet Riot
- Rush - A Farewell to Kings
- Sammy Hagar - Sammy Hagar
- Sammy Hagar - Musical Chairs
- Slade - Whatever Happened to Slade
- Status Quo - Rockin' All Over the World
- Sweet - Off the Record
- Ted Nugent - Cat Scratch Fever
- The Angels - The Angels
- The Kinks - Sleepwalker
- Thin Lizzy - Bad Reputation
- UFO - Lights Out
- Uriah Heep - Firefly
- Uriah Heep - Innocent Victim
- ZZ Top - Tejas

### Séparations
- Grand Funk Railroad
- Lynyrd Skynyrd
- ZZ Top

## 1978

### Nouveaux Groupes
- Amebix
- Avatar
- Charged GBH
- Dokken
- D.O.A.
- Electric Sun
- Gamma
- Gillan
- Hell Razor
- Killing Joke
- Lips
- Tygers of Pan Tang
- Dynamite

### Changements de Noms
- Lucifer  changent leur nom en Angel Witch
- Painted Lady changent leur nom en Girlschool
- Hawkwind changent leur nom en Hawklords
- Son of a Bitch changent leur nom en Saxon

### Reformations
- Blue Cheer
- Pentagram

### Albums Studio
- .38 Special - Special Delivery
- AC/DC - Powerage
- Alice Cooper - From the Inside
- Angel - White Hot
- Bad Brains - Black Dots
- Black Sabbath - Never Say Die!
- Budgie - Impeckable
- David Coverdale - Northwinds
- D.O.A. - Disco Sucks (EP)
- Gillan - Gillan - The Japanese Album
- Hawklords - 25 Years On
- Jethro Tull - Heavy Horses
- Judas Priest - Stained Class
- Judas Priest - Killing Machine
- KISS - Ace Frehley
- KISS - Gene Simmons
- KISS - Paul Stanley
- KISS - Peter Criss
- Krokus - Painkiller
- Lucifer's Friend - Good Time Warrior
- Magnum - Kingdom of Madness
- Misfits - Bullet (Single)
- Moxy - Under the Lights
- Queen - Jazz
- Quiet Riot - Quiet Riot II
- Rainbow - Long Live Rock 'n' Roll
- Rose Tattoo - Rose Tattoo
- Rush - Hemispheres
- Scorpions - Taken by Force
- Status Quo - If You Can't Stand the Heat...
- Sweet - Level Headed
- Ted Nugent - Weekend Warriors
- The Angels - Face to Face (album australien)
- The Kinks - Misfits
- The Who - Who Are You
- UFO - Obsession
- Uriah Heep - Fallen Angel
- Van Halen - Van Halen
- Whitesnake - Snakebite
- Whitesnake - Trouble
- Yesterday and Today - Struck Down

### Séparations
- David Coverdale

## 1979

### Nouveaux Groupes
- 220 Volt
- Christian Death
- Fishbone
- Force
- Grim Reaper
- Hanoi Rocks
- Jaguar
- Michael Schenker Group
- Nightmare
- Ozzy Osbourne
- The Exploited
- Trouble
- Tyrant
- Sweet Savage
- Venom
- Vicious Rumors
- Witchfinder General

### Changements de Noms
- Hawklords reprennent le nom de Hawkwind
- The Shooze changent leur nom en The Generators
- Quo Vardis changent leur nom en Vardis

### Reformations
- Humble Pie
- ZZ Top

### Albums studio
- AC/DC - Highway to Hell
- Accept - Accept
- Aerosmith - Night in the Ruts
- Angel - Sinful
- Blue Öyster Cult - Mirrors
- D.O.A. - Triumph of the Ignoroids (EP)
- Electric Sun - Earthquake
- Gamma - Gamma 1
- Gary Moore - Back on the Streets
- Gillan - Mr Universe
- Hawkwind - PXR5
- Helix - Breaking Loose
- Jethro Tull - Stormwatch
- Killing Joke - Almost Red (EP)
- KISS - Dynasty
- Led Zeppelin - In Through the Out Door
- Magnum - Magnum II
- Misfits - Horror Business (Single)
- Misfits - Night of the Living Dead (Single)
- Motörhead - Overkill
- Motörhead - Bomber
- Motörhead - On Parole (Enregistré en 1975)
- Nazareth - No Mean City
- Rainbow - Down to Earth
- Sammy Hagar - Street Machine
- Samson - Survivors
- Saxon - Saxon
- Scorpions - Lovedrive
- Slade - Return to Base....
- Status Quo - Whatever You Want
- Sweet - Cut Above the Rest
- Ted Nugent - State of Shock
- The Angels - No Exit
- The Kinks - Low Budget
- Thin Lizzy - Black Rose: A Rock Legend
- Trust - Trust
- Van Halen - Van Halen II
- Whitesnake - Lovehunter
- ZZ Top - Degüello

### Séparations
- Blue Cheer
- Pentagram
- Quiet Riot

## 1980

### Nouveaux Groupes
- 7 Seconds
- Acid
- Agnostic Front
- Angeles del Infierno
- Blitzkrieg
- Exodus
- Gang Green
- Grave Digger
- Holy Moses
- Loverboy
- Manowar
- Mercy
- Minor Threat
- Overkill
- Shrapnel
- Sound Barrier
- The Edge

### Changements de Noms
- Hell Razor changent leur nom en Exciter
- The Generators changent leur nom en Kix
- Dynamite changent leur nom en Noise
- Tyrant changent leur nom en Saint Vitus
- Yesterday and Today changent leur nom en Y&T

### Reformations
- / Steppenwolf sous le nom de John Kay & Steppenwolf
- Grand Funk Railroad
- Pentagram

### Albums studio
- .38 Special - Rockin' into the Night
- AC/DC - Back in Black
- Accept - I'm a Rebel
- Alice Cooper - Flush the Fashion
- Angel Witch - Angel Witch
- Angel Witch - Sweet Danger (EP)
- Bad Brains - Omega Sessions (EP)
- Black Sabbath - Heaven and Hell
- Blue Öyster Cult - Cultösaurus Erectus
- Budgie - Power Supply
- Def Leppard - On Through the Night
- Diamond Head - Lightning To The Nations
- D.O.A. - Something Better Change
- Electric Sun - Fire Wind
- Gamma - Gamma 2
- Gary Moore - G-Force
- Gillan - Glory Road
- Girlschool - Demolition
- Hawkwind - Levitation
- Humble Pie - On to Victory
- Iron Maiden - Iron Maiden
- Jethro Tull - A
- Judas Priest - British Steel
- Killing Joke - Killing Joke
- KISS - Unmasked
- Krokus - Metal Rendez-vous
- Loverboy - Loverboy
- Lucifer's Friend - Sneak Me In
- Manilla Road - Invasion
- Michael Schenker Group - The Michael Schenker Group
- Misfits - Beware (EP)
- Motörhead - Ace of Spades
- Nazareth - Malice in Wonderland
- Ozzy Osbourne - Blizzard of Ozz
- Queen - The Game
- Queen - Flash Gordon (Bande originale du film)
- Rush - Permanent Waves
- Sammy Hagar - Danger Zone
- Samson - Head On
- Saxon - Wheels of Steel
- Saxon - Strong Arm of the Law
- Scorpions - Animal Magnetism
- Status Quo - Just Supposin'
- Sweet - Waters Edge
- Ted Nugent - Scream Dream
- The Angels - Dark Room (Commercialisé internationalement sous le nom de groupe Angel City)
- The Angels - Face to Face (album international) (Commercialisé sous le nom de groupe Angel City)
- The Jimi Hendrix Experience - Nine to the Universe (Album Posthume)
- Thin Lizzy - Chinatown
- Trust - Répression
- Tygers of Pan Tang - Wild Cat
- UFO - No Place to Run
- Uriah Heep - Conquest
- Van Halen - Women and Children First
- Vardis - 100 M.P.H
- Witchfynde - Give 'Em Hell
- Witchfynde - Stagefright
- Whitesnake - Ready an' Willing

### Séparations
- Led Zeppelin

## 1981

### Nouveaux Groupes
- Anthrax
- Black Sheep
- Faith No Man
- Jag Panzer
- Loudness
- Mercyful Fate
- Metallica
- Ministry
- Mötley Crüe
- Pantera's Metal Magic
- Pretty Pretty Panick
- Ratos de Porão
- Rough Cutt
- Slayer
- Sodom
- Bloodwave
- Steeler
- Suicidal Tendencies
- The Accüsed
- The Mob
- Virgin Steele

### Changements de Noms
- Lips changent leur nom en Anvil
- Mickey Ratt changent leur nom en Ratt

### Albums studio
- .38 Special - Wild-Eyed Southern Boys
- AC/DC - For Those About to Rock We Salute You
- Accept - Breaker
- Alice Cooper - Special Forces
- Anvil - Hard 'N' Heavy
- Black Sabbath - Mob Rules
- Blue Öyster Cult - Fire of Unknown Origin
- Budgie - Nightflight
- Charged GBH - Leather, Bristles, Studs, And Acne
- Def Leppard - High 'n' Dry
- Discharge - Why?
- D.O.A. - Hardcore '81
- Gillan - Future Shock
- Gillan - Double Trouble
- Girlschool - Hit and Run
- Grand Funk Railroad - Grand Funk Lives
- Hanoi Rocks - Bangkok Shocks, Saigon Shakes, Hanoi Rocks
- Hawkwind - Sonic Attack
- Helix - White Lace & Black Leather
- Holocaust - The Nightcomers
- Humble Pie - Go for the Throat
- Iron Maiden - Killers
- Judas Priest - Point of Entry
- Killing Joke - What's THIS for...!
- KISS - Music from "The Elder"
- Kix - Kix
- Krokus - Hardware
- Loudness - The Birthday Eve
- Loverboy - Get Lucky
- Lucifer's Friend - Mean Machine
- Michael Schenker Group - M.S.G.
- Minor Threat - Minor Threat (EP)
- Minor Threat - In My Eyes (EP)
- Misfits - 3 Hits from Hell (EP)
- Misfits - Halloween (Single)
- Mötley Crüe - Too Fast for Love
- Nazareth - The Fool Circle
- Ozzy Osbourne - Diary of a Madman
- Rainbow - Difficult to Cure
- Rainbow - Jealous Lover (EP)
- Raven - Rock until You Drop
- Rose Tattoo - Assault & Battery
- Rose Tattoo - Rock 'n' Roll Outlaw
- Rush - Moving Pictures
- Sammy Hagar - Standing Hampton
- Samson - Shock Tactics
- Saxon - Denim and Leather
- Slade - We'll Bring the House Down
- Slade - Till Deaf Do Us Part
- Status Quo - Never Too Late
- The Angels - Night Attack (Commercialisé internationalement sous le nom de groupe Angel City)
- The Angels - Never So Live (EP)
- The Exploited - Punks Not Dead
- The Kinks - Give the People What They Want
- The Who - Face Dances
- Thin Lizzy - Renegade
- Trust - Marche ou crève
- Tygers of Pan Tang - Spellbound
- Tygers of Pan Tang - Crazy Nights
- UFO - The Wild, the Willing and the Innocent
- Van Halen - Fair Warning
- Vardis - The World's Insane
- Venom - Welcome to Hell
- Whitesnake - Come an' Get It
- Y&T - Earthshaker
- ZZ Top - El Loco

### Séparations
- Angel
- Blitzkrieg
- Minor Threat
- Sweet

## 1982

### Nouveaux Groupes
- 44MAGNUM
- Abattoir
- Action!
- ADX
- Armored Saint
- Artillery
- Carnivore
- Corrosion of Conformity
- Crimson Glory
- Cro-Mags
- Death Angel
- Destruction
- Dio
- Dirty Rotten Imbeciles
- Paradox
- Hellhammer
- Napalm Death
- Purgatory
- Sinner
- Skinny Puppy
- Steel Prophet
- Tankard
- Tormentor
- Voivod
- Warlock
- W.A.S.P.
- Watchtower

### Changements de Noms
- Force changent leur nom en Europe
- Faith No Man changent leur nom en Faith No More
- Pantera's Metal Magic changent leur nom en Pantera
- Bloodwave changent leur nom en Sortilège
- Noise changent leur nom en X

### Reformations
- Minor Threat
- Quiet Riot
- Vanilla Fudge

### Albums studio
- .38 Special - Special Forces
- 7 Seconds - Skins,Brains & Guts (EP)
- Accept - Restless and Wild
- Acid - Acid
- Aerosmith - Rock in a Hard Place
- Alice Cooper - Zipper Catches Skin
- Amebix - Who's the Ennemy (EP)
- Anvil - Metal on Metal
- Bad Brains - Bad Brains
- Bad Brains - Attitude - The Roir Sessions
- Budgie - Deliver Us from Evil
- Charged GBH - City Baby Attacked by Rats
- Christian Death - Only Theatre of Pain
- Diamond Head - Borrowed Time
- Discharge - Hear Nothing, See Nothing, Say Nothing
- D.O.A. - War on 45 (EP)
- Gamma - Gamma 3
- Gary Moore - Corridors of Power
- Gillan - Magic
- Girlschool - Screaming Blue Murder
- Hanoi Rocks - Oriental Beat
- Hanoi Rocks - Self Destruction Blues
- Hawkwind - Church of Hawkwind
- Hawkwind - Choose Your Masques
- Iron Maiden - The Number of the Beast
- Jethro Tull - The Broadsword and the Beast
- John Kay & Steppenwolf - Wolftracks
- Judas Priest - Screaming for Vengeance
- Killing Joke - Revelations
- Killing Joke - Birds of a Feather (EP)
- Killing Joke - Ha! (EP aux titres uniquement enregistrés en Live)
- KISS - Creatures of the Night
- Krokus - One Vice at a Time
- Led Zeppelin - Coda (Album Posthume)
- Loudness - Devil Soldier
- Magnum - Chase the Dragon
- Manilla Road - Metal
- Manowar - Battle Hymns
- Mercy - Swedish Metal (EP)
- Michael Schenker Group - Assault Attack
- Misfits - Walk Among Us
- Misfits - Evilive (EP)
- Motörhead - Iron Fist
- Nazareth - 2XS
- Queen - Hot Space
- Rainbow - Straight Between the Eyes
- Raven - Wiped Out
- Rose Tattoo - Scarred for Life
- Rush - Signals
- Sammy Hagar - Three Lock Box
- Samson - Before the Storm
- Scorpions - Blackout
- Sinner - Wild'n'Evil
- Status Quo - 1+9+8+2
- Sweet - Identity Crisis (Album Posthume)
- Ted Nugent - Nugent
- The Exploited - Troops of Tomorrow
- The Who - It's Hard
- Twisted Sister - Under the Blade
- Tygers of Pan Tang - The Cage
- UFO - Mechanix
- Uriah Heep - Abominog
- Van Halen - Diver Down
- Vardis - Quo Vardis
- Venom - Black Metal
- Virgin Steele - Virgin Steele
- Witchfinder General - Death Penalty
- Whitesnake - Saints & Sinners
- Y&T - Black Tiger

### Séparations
- Humble Pie
- Lucifer's Friend
- The Who

## 1983

### Nouveaux Groupes
- Alcatrazz
- Bathory
- Bon Jovi
- Chaotic Noise
- Cinderella
- Coroner
- Dark Angel
- Death Cult
- Death Strike
- Evil
- Fastway
- Fates Warning
- L.A. Guns
- Legacy
- Lizzy Borden
- Mantas
- Megadeth
- Melvins
- Onslaught
- Paris
- Possessed
- Steve Vai
- Stryper
- White Lion

### Changements de nom
- Black Sheep changent leur nom en Beowülf
- Paradox changent leur nom en Flotsam and Jetsam
- Shrapnel changent leur nom en Metal Church
- Pretty Pretty Panick changent leur nom en Pretty Maids
- The Mob changent leur nom en Queensrÿche
- Avatar changent leur nom en Savatage

### Reformations
- Blue Cheer

### Albums studio
- 220 Volt - The Very First Album
- 44MAGNUM - Danger
- 7 Seconds - Commited For Life (EP)
- AC/DC - Flick of the Switch
- Accept - Balls to the Wall
- Acid - Maniac
- Agnostic Front - United Blood (EP)
- Alcatrazz - No Parole from Rock 'n' Roll
- Alice Cooper - DaDa
- Amebix - No Sanctuary (EP)
- Anvil - Forged in Fire
- Bad Brains - Rock for Light
- Black Sabbath - Born Again
- Blue Cheer - The Beast Is Back
- Blue Öyster Cult - The Revölution by Night
- Def Leppard - Pyromania
- Diamond Head - Canterbury
- Dio - Holy Diver
- Dirty Rotten Imbeciles - Dirty Rotten
- Dokken - Breaking the Chains
- Europe - Europe
- Exciter - Heavy Metal Maniac
- Fastway - We Become One (EP)
- Fastway - Fastway
- Gary Moore - Dirty Fingers
- Girlschool - Play Dirty
- Grand Funk Railroad - What's Funk?
- Hanoi Rocks - Back to Mystery City
- Helix - No Rest for the Wicked
- Iron Maiden - Piece of Mind
- Jaguar - Power Games
- Killing Joke - Fire Dances
- KISS - Lick It Up
- Kix - Cool Kids
- Krokus - Headhunter
- Loudness - The Law of Devil's Land
- Loverboy - Keep It Up
- Magnum - The Eleventh Hour
- Manilla Road - Crystal Logic
- Manowar - Into Glory Ride
- MC5 - Babes in Arms (Compilation des premiers singles du groupe)
- Mercyful Fate - Melissa
- Metallica - Kill 'Em All
- Michael Schenker Group - Built to Destroy
- Ministry - With Sympathy
- Minor Threat - Out of Step
- Misfits - Earth A.D./Wolfs Blood
- Mötley Crüe - Shout at the Devil
- Motörhead - Another Perfect Day
- Nazareth - Sound Elixir
- Ozzy Osbourne - Bark at the Moon
- Pantera - Metal Magic
- Pretty Maids - Pretty Maids
- Queensrÿche - Queensrÿche (EP)
- Quiet Riot - Metal Health
- Rainbow - Bent Out of Shape
- Ratt - Ratt
- Raven - All for One
- Savatage - Sirens
- Saxon - Power & the Glory
- Sinner - Fast Decision
- Slade - The Amazing Kamikaze Syndrome
- Slayer - Show No Mercy
- Sortilège - Sortilège
- Sound Barrier - Total Control
- Status Quo - Back to Back
- Steeler - Steeler
- Suicidal Tendencies - Suicidal Tendencies
- The Angels - Watch the Red
- The Exploited - Let's Start a War
- The Kinks - State of Confusion
- Thin Lizzy - Thunder and Lightning
- Trust - Trust IV
- Twisted Sister - You Can't Stop Rock 'n' Roll
- UFO - Making Contact
- Uriah Heep - Head First
- Venom - At War With Satan
- Virgin Steele - Guardians of the Flame
- Witchfinder General - Friends of Hell
- Witchfynde - Cloak and Dagger
- Y&T - Mean Streak
- ZZ Top - Eliminator

### Séparations
- Abattoir
- Gamma
- Gillan
- Grand Funk Railroad
- Minor Threat
- Misfits
- Moxy
- UFO

## 1984

### Nouveaux groupes
- Angel Dust
- Agent Steel
- Annihilator
- Avenger
- Candlemass
- Celtic Frost
- City Kidd
- Eudoxis
- Genocide
- Ghostrider
- Frehley's Comet
- GWAR
- Helloween
- Keel
- Killers
- King Kobra
- KMFDM
- Living Colour
- Lucifer's Heritage
- Manic Subsidal
- Mayhem
- Morbid Angel
- Nuclear Assault
- Primat
- Purgatory
- R.A.V.A.G.E
- Razor
- Reality
- Sadus
- Sepultura
- Soundgarden
- Stratovarius
- The Brood
- Tony MacAlpine
- Warrant
- Whiplash
- Yngwie Malmsteen

### Changements de nom
- Charged GBH changent leur nom en GBH (après la sortie de leur second album)
- Mantas changent leur nom en Death
- Paris changent leur nom en Poison
- Evil changent leur nom en Sabbat
- Death Cult changent leur nom en The Cult

### Reformations
- Abattoir
- Blitzkrieg
- Deep Purple
- UFO

### Albums Studio
- 220 Volt - Powergames
- .38 Special - Tour de Force
- 44MAGNUM - Street Rock'n'Roller
- 7 Seconds - The Crew
- Acid - Black Car (EP)
- Action! - Action! (EP)
- Action! - Hot Rox
- Action! - Action!#2 (EP)
- Agnostic Front - Victim in Pain
- Alcatrazz - Live Sentence (Album live incluant des titres inédits en studio)
- Angeles del Infierno - Pacto Con El Diablo
- Anthrax - Fistful of Metal
- Armored Saint - March of the Saint
- Bathory - Bathory
- Bon Jovi - Bon Jovi
- Charged GBH - City Babys Revenge
- Celtic Frost - Morbid Tales
- Christian Death - Catastrophe Ballet
- Corrosion of Conformity - Eye for an Eye
- Deep Purple - Perfect Strangers
- Dio - The Last in Line
- Dirty Rotten Imbeciles - Violent Pacification (EP)
- D.O.A. - Don't Turn Your Back on Desperate Times (EP)
- D.O.A. - Bloodied But Unbowed
- Dokken - Tooth and Nail
- Europe - Wings of Tomorrow
- Exciter - Violence & Force
- Exodus - Bonded by Blood
- Fastway - All Fired Up
- Fates Warning - Night on Bröcken
- Gary Moore - Victims of the Future
- Grave Digger - Heavy Metal Breakdown
- Grim Reaper - See You in Hell
- Hanoi Rocks - Two Steps from the Move
- Hellhammer - Apocalyptic Raids
- Helix - Walkin' the Razor's Edge
- Holocaust - No Man's Land
- Iron Maiden - Powerslave
- Jag Panzer - Ample Destruction
- Jethro Tull - Under Wraps
- John Kay & Steppenwolf - Paradox
- Jaguar - This Time
- Judas Priest - Defenders of the Faith
- Keel - Lay Down the Law
- KISS - Animalize
- KMFDM - Opium
- Krokus - The Blitz
- Lizzy Borden - Give 'em the Axe (EP)
- Loudness - Odin (EP)
- Loudness - Disillusion
- Manowar - Hail to England
- Manowar - Sign of the Hammer
- Mercy - Mercy
- Mercyful Fate - Don't Break The Oath
- Metal Church - Metal Church
- Metallica - Ride the Lightning
- Misfits - Die, Die My Darling (Single)
- Motörhead - No Remorse (Compilation contenant des titres EP inédits en album)
- Moxy - A Tribute to Buzz Shearman (Album de compilation contenant des titres inédits)
- Nazareth - The Catch
- Nightmare - Waiting for the Twilight
- Overkill - Overkill (EP)
- Pantera - Projects in the Jungle
- Pretty Maids - Red Hot and Heavy
- Queen - The Works
- Queensrÿche - The Warning
- Quiet Riot - Condition Critical
- Razor - Armed & Dangerous (EP)
- Ratos de Porão - Crucificados Pelo Sistema
- Ratt - Out of the Cellar (EP)
- Rose Tattoo - Southern Stars
- Running Wild - Gates to Purgatory
- Running Wild - Victims of State Power (EP)
- Rush - Grace Under Pressure
- Saint Vitus - Saint Vitus
- Sammy Hagar - VOA
- Samson - Mr Rock and Roll (EP)
- Samson - Don't Get Mad
- Savatage - The Dungeons Are Calling (EP)
- Saxon - Crusader
- Scorpions - Love at First Sting
- Sinner - Danger Zone
- Skinny Puppy - Back and Forth (EP)
- Skinny Puppy - Remission (EP)
- Slade - Keep Your Hands Off My Power Supply
- Slayer - Haunting the Chapel (EP)
- Sortilège - Métamorphose
- Steve Vai - Flex-Able
- Steve Vai - Flex-Able Leftovers
- Stryper - The Yellow and Black Attack (EP)
- Ted Nugent - Penetrator
- The Angels - Two Minutes Warning
- The Cult - Dreamtime
- The Exploited - Totally Exploited (Compilation contenant des titres inédits en album studio)
- The Kinks - Word of Mouth
- Trouble - Psalm 9
- Trust - Rock'n'Roll
- Twisted Sister - Stay Hungry
- Vardis - Standing in the Road (Single)
- Van Halen - 1984
- Vanilla Fudge - Mystery
- Virgin Steele - Burn the Sun (Compilation incluant des titres inédits sur albums studio)
- Voivod - War and Pain
- W.A.S.P. - WASP
- Warlock - Burning the Witches
- Whitesnake - Slide It In
- Witchfynde - Lords of Sin
- Y&T - In Rock We Trust
- Yngwie Malmsteen - Rising Force

### Séparations
- Bad Brains
- Gang Green
- Hellhammer
- Rainbow
- Steeler
- Thin Lizzy
- Vanilla Fudge
- Witchfinder General
- Witchfynde

## 1985

### Nouveaux groupes
- Acid Reign
- Andy Scott's Sweet
- Agathocles
- Aria
- Atrocity
- David Lee Roth
- Disattack
- Chastain
- Extreme
- Extreme Noise Terror
- Forbidden Evil
- Guns N' Roses
- Jane's Addiction
- King Diamond
- Loudblast
- Macabre
- Majesty
- Mekong Delta
- Nepal
- Neurosis
- Racer X
- Sabbat
- Sacred Reich
- Sanctuary
- Sarcofago
- Sorcerer
- Stormtroopers of Death
- Xecutioner
- White Zombie

### Changements de nom
- Chaotic Noise changent leur nom en Excel
- The Edge changent leur nom en King's X
- Tormentor changent leur nom en Kreator
- Death Strike changent leur nom en Master
- Ghostrider changent leur nom en Necrodeath
- Avenger changent leur nom en Rage
- Purgatory changent leur nom en Tarot
- Manic Subsidal changent leur nom en The Offspring

### Reformations
- Gang Green

### Albums Studio
- 220 Volt - Mind Over Muscle
- 44MAGNUM - Actor
- 44MAGNUM - Four Figures (EP)
- 7 Seconds - Walk Together,Rock Together
- Abattoir - Vicious Attack
- AC/DC - Fly on the Wall
- Acid - Engine Beast
- Accept - Metal Heart
- Action! - Heart Raiser
- Aerosmith - Done with Mirrors
- ADX - Exécution
- Agent Steel - Skeptics Apocalypse
- Agent Steel - Mad Locust Rising (EP)
- Alcatrazz - Disturbing the Peace
- Amebix - Arise!
- Angel Witch - Screamin' 'n' Bleedin'
- Angeles del Infierno - Diabolicca
- Anthrax - Armed and Dangerous (EP)
- Anthrax - Spreading the Disease
- Anvil - Backwaxed (Compilation contenant des titres inédits sur album)
- Aria - Mania Velichia
- Armored Saint - Delirious Nomad
- Artillery - Fear of Tomorrow
- Avenger - Depraved to Black
- Bathory - The Return
- Blitzkrieg - A Time of Changes
- Bon Jovi - 7800° Fahrenheit
- Celtic Frost - Emperor's Return
- Celtic Frost - To Mega Therion
- Chastain - Mystery of Illusion
- Christian Death - Ashes
- Corrosion of Conformity - Animosity
- David Lee Roth - Crazy from the Heat
- Dio - Sacred Heart
- Dirty Rotten Imbeciles - Dealing with It!
- D.O.A. - Let's Wreck the Party
- Dokken - Under Lock and Key
- Electric Sun - Beyond the Astral Skies
- Europe - On the Loose (EP)
- Exciter - Long Live the Loud
- Faith No More - We Care a Lot
- Fates Warning - The Spectre Within
- Gary Moore - Run for Cover
- Girlschool - Running Wild
- Grave Digger - Witch Hunter
- Grim Reaper - Fear No Evil
- Hawkwind - The Chronicle of the Black Sword
- Helix - Long Way to Heaven
- Helloween - Helloween (EP)
- Helloween - Walls of Jericho
- Jethro Tull - A Classic Case
- Keel - The Right to Rock
- Killers - Fils de la Haine
- Killing Joke - Night Time
- King Cobra - Ready to Strike
- KISS - Asylum
- Kix - Midnite Dynamite
- Kreator - Endless Pain
- L.A. Guns - Collector's Edition No. 1 (EP)
- Lizzy Borden - Love You to Pieces
- Loudness - Thunder in the East
- Loverboy - Lovin' Every Minute of it
- Magnum - On a Storyteller's Night
- Manilla Road - Open the Gates
- Megadeth - Killing Is My Business... and Business Is Good!
- Mercy - Witchburner
- Minor Threat - Salad Days (EP posthume)
- Misfits - Legacy of Brutality (Album de compilation posthume contenant des titres singles et EP inédits en album)
- Mountain - Go for Your Life
- Mötley Crüe - Theatre of Pain
- Nightmare - Power of the Universe
- Onslaught - Power From Hell
- Overkill - Feel the Fire
- Pantera - I Am the Night
- Pentagram - Relentless
- Possessed - Seven Churches
- Ratos de Porão - Ao Vivo
- Ratt - Invasion of Your Privacy
- Raven - Stay Hard
- Raven - The Devil Carrion (compilation incluant des titres inédits sur les albums studio)
- Razor - Executioner's Song
- Razor - Evil Invaders
- Rough Cutt - Rough Cutt
- Running Wild - Branded and Exiled
- Rush - Power Windows
- Saint Vitus - Hallow's Victim
- Saint Vitus - The Walking Dead (EP)
- Savatage - The Dungeons Are Calling
- Savatage - Power of the Night
- Saxon - Innocence Is No Excuse
- Sepultura - Bestial Devastation (EP)
- Sinner - Touch Of Sin
- Skinny Puppy - Bites
- Slade - Rogues Gallery
- Slade - Crackers – The Christmas Party Album
- Slayer - Hell Awaits
- Stormtroopers of Death - Speak English or Die
- Stryper - Soldiers Under Command
- The Cult - Love
- The Exploited - Horror Epics
- Tony MacAlpine - Edge of Insanity
- Trouble - The Skull
- Twisted Sister - Come Out and Play
- Tygers of Pan Tang - The Wreck-Age
- UFO - Misdemeanor
- Uriah Heep - Equator
- Venom - Possessed
- W.A.S.P. - The Last Command
- Warlock - Hellbound
- Watchtower - Energetic Disassembly
- Whiplash - Power and Pain
- White Lion - Fight to Survive
- White Zombie - Gods on Voodoo Moon (EP)
- Y&T - Down for the Count
- Yngwie Malmsteen - Marching Out
- ZZ Top - Afterburner

### Séparations
- Acid (?)
- Diamond Head
- Iron Butterfly
- Jaguar
- Trust

## 1986

### Nouveaux groupes
- Agressor
- Bolt Thrower
- Cacophony
- Demolition Hammer
- Elegy
- Front Line Assembly
- Rigor Mortis

### Albums Studio
- AC/DC - Who Made Who
- Accept - Russian Roulette
- Alice Cooper - Constrictor
- Big Black - Atomizer
- Black 'n Blue - Nasty Nasty
- Bon Jovi - Slippery When Wet
- Boston - Third Stage
- Cinderella - Night Songs
- Great White - Shot in the Dark
- Europe - The Final Countdown
- Iron Maiden - Somewhere in Time
- Judas Priest - Turbo
- Kreator - Pleasure to Kill
- Krokus - Change of Adress
- Megadeth - Peace Sells... but Who's Buying?
- Messiah Prophet - Master of The Metal
- Metallica - Master of Puppets
- Michael Schenker Group - Portfolio
- Motörhead - Orgasmatron
- Ozzy Osbourne - The Ultimate Sin
- Poison - Look What the Cat Dragged In
- Quiet Riot - QRIII
- Slayer - Reign in Blood
- Ted Nugent - Little Miss Dangerous
- Tesla - Mechanical Resonance
- Van Halen - 5150
- WASP - Inside the Electric Circus
- Yngwie Malmsteen - Trilogy